# Krašov (přírodní rezervace)
Krašov je přírodní rezervace v přírodním parku Berounka, v okolí hradu Krašov v obci Bohy okresu Plzeň-sever. Byla zřízena 28. ledna 1952 (znovu 29. listopadu 1988) na ploše 36,28 ha pro ochranu společenstev teplomilné a suchomilné vegetace na skalnatých jižních svazích břidlicových a spilitových skal se stepním porostem přecházejícím v lesostep. Rezervací protékají potoky Brodeslavský a Všehrdský, které se zleva vlévají do Berounky.
Naučná stezka v okolí zříceniny hradu Krašov měří dva kilometry a má pět zastávek.